# Arbeláez
Arbeláez – miasto w Kolumbii, w departamencie Cundinamarca.